# ГЕС Ок-Менга
ГЕС Ок-Менга — гідроелектростанція на заході Папуа Нової Гвінеї, неподалік від кордону з Індонезією. Використовує ресурс із річки Ок-Менга, лівої притоки Ок-Теді, яка дренує південний схил гір Стар (Центральний хребет) та в свою чергу впадає праворуч до Флай (басейн затоки Папуа). Станом на середину 2010-х років друга за потужністю ГЕС країни після станції Раму 1.
ГЕС Ок-Менга потужністю 57 МВт спорудила гірничорудна компанія Ok Tedi Mining з метою забезпечення своєї великої мідної копальні Ок-Теді  (крім того, цей ізольований район живлять дизель-генераторна та газотурбінна станції з показниками у 45 МВт та 16 МВт відповідно).
Ресурс для роботи ГЕС відбирають із річки за допомогою невисокої (менше 10 метрів) бетонної гравітаційної греблі, від якої через правобережний масив прокладено дериваційний тунель довжиною 2,4 км. Розташований на березі Ок-Менги машинний зал обладнали двома турбінами типу Френсіс потужністю по 29 МВт, які використовують напір у 175 метрів (за іншими даними — 192 метри).
Відпрацьована вода повертається до Ок-Менги.
Видача продукції відбувається по ЛЕП, розрахованій на роботу під напругою 132 кВ.